# يكاترينبورغ
يكاترينبورغ (الروسية: Екатеринбург) مدينة ومركز إداري لمقاطعة سفردلوفسك والمنطقة الفيدرالية الأورالية في روسيا. تقع المدينة على نهر إيسيت بين منطقة الفولغا أورال وسيبيريا. يبلغ عدد سكانها نحو 1.5 مليون نسمة، ويصل إلى 2.2 مليون نسمة في التكتل الحضري. هي المدينة الرابعة في روسيا، وأكبر مدينة في المنطقة الفيدرالية الأورالية، وواحدة من المراكز الثقافية والصناعية الرئيسة في روسيا. أطلق على يكاترينبورغ لقب «العاصمة الثالثة لروسيا»، إذ تحتل المرتبة الثالثة في حجم الاقتصاد والثقافة والنقل والسياحة.
تأسست يكاترينبورغ في 18 نوفمبر 1723 وسُميت تيمنًا بالاسم الأرثودوكسي لكاثرين الأولى (التي ولدت باسم مارتا هيلينا سكورونسكا)، زوجة الإمبراطور الروسي بطرس الأكبر. كانت المدينة عاصمة التعدين للإمبراطورية الروسية، بالإضافة إلى كونها حلقة وصل استراتيجية بين أوروبا وآسيا. منحت كاترين العظيمة في 1781 يكاترينبورغ مكانة مدينة تابعة لمقاطعة بيرم، وبنت طريق سيبيريا التاريخي عبر المدينة. أصبحت يكاترينبورغ مدينة رئيسة لسيبيريا التي كانت غنية بالموارد. أصبحت يكاترينبورغ واحدة من مراكز الحركات الثورية في جبال الأورال في أواخر القرن التاسع عشر. بعد أن أسست جمهورية روسيا الاتحادية الاشتراكية السوفيتية الاتحاد السوفياتي في 1924، غُير اسم المدينة إلى سفيردلوفسك نسبة إلى الزعيم البلشفي ياكوف سفيردلوف. تحولت سفيردلوفسك خلال الحقبة السوفيتية إلى قوة صناعية وإدارية. استرجعت المدينة اسمها التاريخي في 23 سبتمبر 1991.
يكاترينبورغ واحدة من أهم المراكز الاقتصادية في روسيا وكانت واحدة من المدن المضيفة لكأس العالم لكرة القدم في 2018. تشهد المدينة حاليًا تفجرًا اقتصاديًا وسكانيًا، ما أدى إلى بناء بعض أطول ناطحات السحاب في روسيا فيها. يكاترينبورغ موطن مقر المنطقة العسكرية المركزية للقوات المسلحة الروسية، بالإضافة إلى رئاسة فرع الأورال التابع للأكاديمية الروسية للعلوم.
تشتهر يكاترينبورغ بهندستها المعمارية البنائية وتُعد أيضًا «العاصمة الروسية لفن الشارع».

## التاريخ

### عصور ما قبل التاريخ
سُكنت المنطقة في عصور ما قبل التاريخ. بدأ تاريخ أقدم المستوطنات منذ 8000-7000 قبل الميلاد، في العصر الحجري المتوسط. يحتوي الموقع الأثري «إيسيتسكويه برافوبيريجنويه 1» على مستوطنة من العصر الحجري الحديث منذ 6000-5000 قبل الميلاد. تحتوي على ورش لمعالجة الأحجار وقطع أثرية مثل ألواح الطحن والسندان وكتل الصخور والأدوات والمنتجات النهائية. استُخدم أكثر من 50 نوعًا مختلفًا من الصخور والمعادن في صناعة الأدوات، ما يشير إلى معرفة واسعة بالموارد الطبيعية للمنطقة. تحتوي شبه جزيرة جامايون (الضفة اليسرى لبركة فيرخ-إيسيتسكي) على اكتشافات أثرية من العصر النحاسي: ورش عمل لإنتاج الأدوات الحجرية (المنطقة العليا) ومسكنين لثقافة آيات (المنطقة السفلية). توجد أيضًا آثار لثقافة كوبتياك التي قامت نحو 2000 قبل الميلاد: أطباق مزينة بصور الطيور وأدلة على إنتاج المعادن. يحتوي موقع الخيمة 1 على مدافن ثقافة كوبتياك الوحيدة المكتشفة في جبال الأورال. عاش سكان ثقافة جامايون في المنطقة في العصر البرونزي وتركوا قطعًا من السيراميك والأسلحة والحلي.
اكتُشفت القطع الأثرية بالقرب من يكاترينبورغ لأول مرة خلال بناء السكك الحديدية في نهاية القرن التاسع عشر. بدأ التنقيب والبحث في القرن العشرين. يُحتفظ بالقطع الأثرية في متحف سفيردلوفسك الإقليمي للتقاليد المحلية وفي متحف أرميتاج وفي متحف الأنثروبولوجيا والإثنوغرافيا التابع لأكاديمية العلوم وفي متاحف أخرى.

### العصر الإمبراطوري
ظهرت المستوطنات الروسية الأولى داخل حدود يكاترينبورغ الحديثة في النصف الثاني من القرن السابع عشر، في 1672، نشأت قرية «المؤمنون القدامى» في منطقة بحيرة شارتاش (يتنازع المؤرخون على هذه الحقيقة، إذ لم يتم العثور في المصادر على أي دليل على تأسيس القرية في ذلك الوقت)، وظهرت قريتا نيجني وفيرخني أوكتوس في 1680-1682 على ضفاف نهر أوكتوس (المعروفة الآن بأراضي منطقة تشكالوفسكي في المدينة). أُسس مصنع أوكتوس للأعمال الحديدية في ولاية أوكتوس بالقرب من نيجني أوكتوس بمبادرة من رئيس قسم الشؤون السيبيرية آندرو فينوس في 1702، وهو أول مصانع الحديد داخل حدود يكاترينبورغ الحديثة. بُنيت مصانع الحديد شوفاكيش في 1704 (وهي الآن أراضي منطقة جيليزنو دوروجني في المدينة). توترت العلاقات مع الجيران الجنوبيين، الباشكير، مع بداية البناء النشط للمصانع في جبال الأورال في القرن الثامن عشر. دُمرت قرية فيرخني أوكتوس في غارة من غارات الباشكير في 1709 وأُحرقت جميع المباني، بما في ذلك الكنيسة الخشبية والمصلى الكنسي، وهرب السكان واحتموا داخل تحصينات مصنع أوكتوس. دمر حريق جميع مباني مصنع أوكتوس في ليلة الخامس من أبريل 1718، باستثناء السد، ولم يُرمم المصنع حتى 1720 تحت إشراف تيموفي بورتسيف. لم يتلق المصنع مزيدًا من التطوير بسبب انخفاض مستوى المياه في نهر أوكتوس.
أُرسل وفد بقيادة المتخصص بالتعدين يوهان بلوهر ورجل الدولة فاسيلي تاتيشتشوف إلى جبال الأورال في 1720 بمرسوم من بطرس الأكبر. كُلفوا بإدارة صناعة التعدين وتحديد أسباب الانهيار وانخفاض الإنتاج في المصانع الحكومية. وصل تاتيشتشوف وبلوهر إلى مصنع أوكتوس في 29 ديسمبر 1720، الذي أصبح مقر إقامتهما الرئيسي في جبال الأورال. بعد اطلاعه على حالة المصانع الحكومية المجاورة، توصل تاتيشتشوف إلى استنتاج مبني على ما شاهده في هذه المصانع، فحواه أن إعادة بنائها وتوسيعها لن تؤدي إلى زيادة إنتاج الحديد على نحو سريع، وأن بناء مصنع كبير جديد سيكون أكثر ربحية. بعد تفقد المنطقة المجاورة مع مفوض مصنع أوكتوس تيموفي بيرستيف، اختير مكان غني بالخام والغابات على ضفاف نهر إيسيت الأغزر، على بعد 7 فرستا من أوكتوس. أرسل تاتيشتشوف في 6 فبراير 1721 رسالة إلى مجلس التعدين، طلب فيها الإذن بالبدء في بناء المصنع، مع تفسيرات ومبررات مفصلة لهذا المشروع. بدأ تاتيشتشوف في بناء المصنع الجديد في 1 مارس 1721 دون انتظار رد من المجلس، لكنه فشل في إقناعه، وأُقيل من قيادة شؤون التعدين في جبال الأورال بموجب مرسوم من المجلس صدر في 10 ديسمبر 1721. أُرسل مهندس التعدين، اللواء جورج ويلهيلم دي جينين، إلى جبال الأورال عوضًا عن تاتيشتشوف في 1722 بموجب مرسوم من بطرس الأكبر. دعم دي جينين مشروع تاتيشتشوف بالكامل بعد دراسة جميع الظروف، واستؤنف بناء المصنع في إيسيت في 12 مارس 1723.
أسس المؤرخ الروسي فاسيلي تاتيشتشوف والمهندس الروسي جورج ويلهيلم دي جينين مدينة يكاترينبورغ من خلال بناء مصنع ضخم لإنتاج الحديد بموجب مرسوم من الإمبراطور الروسي بطرس الأكبر في 1723. سميا المدينة تيمنًا بزوجة الإمبراطور، يكاترينا، التي أصبحت لاحقًا الإمبراطورة كاثرين الأولى. تاريخ تأسيس المدينة الرسمي هو 18 نوفمبر 1723. شُغل المصنع بعد ستة أيام في 24 نوفمبر. شهد 1723 أيضًا تأسيس حصن يكاترينبورغ، الذي سيضم الكثير من أولى مباني المستوطنة. وصف ديمتري مامين سيبيرايك بداية بناء مصنع التعدين والحصن: «تخيلوا ضفاف نهر إيسيت المهجورة تمامًا مغطاة بالغابات. في ربيع 1723، ظهر جنود من توبولسك وفلاحو المستوطنات المعينة والحرفيون المستأجرون، وأصبح كل شيء حولهم حيًا، كما لو كان بتوجيه من حكاية خرافية. قطعوا الغابة، وأعدوا مكانًا للسد، وأقاموا أفران الصهر، وشيدوا السور، وأقاموا الثكنات والمنازل للسلطات...».

## المناخ
يظهر الجدول التالي التغييرات المناخية على مدار السنة ليكاترينبورغ:
| البيانات المناخية لـيكاترينبورغ   | البيانات المناخية لـيكاترينبورغ | البيانات المناخية لـيكاترينبورغ | البيانات المناخية لـيكاترينبورغ | البيانات المناخية لـيكاترينبورغ | البيانات المناخية لـيكاترينبورغ | البيانات المناخية لـيكاترينبورغ | البيانات المناخية لـيكاترينبورغ | البيانات المناخية لـيكاترينبورغ | البيانات المناخية لـيكاترينبورغ | البيانات المناخية لـيكاترينبورغ | البيانات المناخية لـيكاترينبورغ | البيانات المناخية لـيكاترينبورغ | البيانات المناخية لـيكاترينبورغ |
| الشهر                             | يناير                           | فبراير                          | مارس                            | أبريل                           | مايو                            | يونيو                           | يوليو                           | أغسطس                           | سبتمبر                          | أكتوبر                          | نوفمبر                          | ديسمبر                          | المعدل السنوي                   |
| --------------------------------- | ------------------------------- | ------------------------------- | ------------------------------- | ------------------------------- | ------------------------------- | ------------------------------- | ------------------------------- | ------------------------------- | ------------------------------- | ------------------------------- | ------------------------------- | ------------------------------- | ------------------------------- |
| الدرجة القصوى °م (°ف)             | 5.6 (42.1)                      | 9.4 (48.9)                      | 17.3 (63.1)                     | 28.8 (83.8)                     | 33.4 (92.1)                     | 35.6 (96.1)                     | 38.8 (101.8)                    | 37.2 (99.0)                     | 31.9 (89.4)                     | 24.7 (76.5)                     | 13.5 (56.3)                     | 5.9 (42.6)                      | 38.8 (101.8)                    |
| متوسط درجة الحرارة الكبرى °م (°ف) | −9.1 (15.6)                     | −6.8 (19.8)                     | 1.0 (33.8)                      | 9.8 (49.6)                      | 17.4 (63.3)                     | 23.0 (73.4)                     | 24.4 (75.9)                     | 21.1 (70.0)                     | 14.5 (58.1)                     | 6.8 (44.2)                      | −2.8 (27.0)                     | −7.9 (17.8)                     | 7.6 (45.7)                      |
| المتوسط اليومي °م (°ف)            | −12.6 (9.3)                     | −11.1 (12.0)                    | −3.8 (25.2)                     | 4.3 (39.7)                      | 11.3 (52.3)                     | 17.1 (62.8)                     | 19.0 (66.2)                     | 15.9 (60.6)                     | 9.8 (49.6)                      | 3.4 (38.1)                      | −5.8 (21.6)                     | −11.0 (12.2)                    | 3.0 (37.4)                      |
| متوسط درجة الحرارة الصغرى °م (°ف) | −15.7 (3.7)                     | −14.5 (5.9)                     | −7.6 (18.3)                     | 0.0 (32.0)                      | 6.2 (43.2)                      | 12.1 (53.8)                     | 14.4 (57.9)                     | 11.9 (53.4)                     | 6.4 (43.5)                      | 0.7 (33.3)                      | −8.3 (17.1)                     | −13.7 (7.3)                     | −0.7 (30.7)                     |
| أدنى درجة حرارة °م (°ف)           | −44.6 (−48.3)                   | −42.4 (−44.3)                   | −39.2 (−38.6)                   | −21.8 (−7.2)                    | −13.5 (7.7)                     | −5.3 (22.5)                     | 1.5 (34.7)                      | −2.2 (28.0)                     | −9.0 (15.8)                     | −22.0 (−7.6)                    | −39.2 (−38.6)                   | −44.0 (−47.2)                   | −44.6 (−48.3)                   |
| الهطول مم (إنش)                   | 27 (1.1)                        | 20 (0.8)                        | 21 (0.8)                        | 28 (1.1)                        | 50 (2.0)                        | 75 (3.0)                        | 91 (3.6)                        | 73 (2.9)                        | 58 (2.3)                        | 39 (1.5)                        | 33 (1.3)                        | 27 (1.1)                        | 542 (21.3)                      |
| متوسط الأيام الممطرة              | 1                               | 1                               | 5                               | 13                              | 20                              | 20                              | 19                              | 22                              | 22                              | 17                              | 6                               | 1                               | 147                             |
| متوسط الأيام المثلجة              | 26                              | 23                              | 18                              | 10                              | 4                               | 0.4                             | 0                               | 0                               | 2                               | 13                              | 23                              | 25                              | 144                             |
| متوسط الرطوبة النسبية (%)         | 79                              | 75                              | 68                              | 60                              | 58                              | 63                              | 68                              | 73                              | 75                              | 75                              | 78                              | 79                              | 71                              |
| ساعات سطوع الشمس الشهرية          | 47                              | 94                              | 164                             | 206                             | 256                             | 272                             | 269                             | 217                             | 143                             | 78                              | 51                              | 37                              | 1٬834                           |
| المصدر #1: Pogoda.ru.net          |                                 |                                 |                                 |                                 |                                 |                                 |                                 |                                 |                                 |                                 |                                 |                                 |                                 |
| المصدر #2: NOAA (sun 1961–1990)   |                                 |                                 |                                 |                                 |                                 |                                 |                                 |                                 |                                 |                                 |                                 |                                 |                                 |

## توأمة
ليكاترينبورغ اتفاقيات توأمة مع كل من:
- سان خوسيه
- فيرينتينو
- بلوفديف [23]

## أعلام
- ألبرت باسكاكوف
- كلافيديا بويارسكيخ
- نيقولا الثاني إمبراطور روسيا
- الدوقة الكبرى ماريا نيكولايفنا من روسيا
- يوليا ليبيتسكايا

## مقالات ذات صلة
- صنم شيجير
- حادثة سقوط النيزك في روسيا 2013
- جولة فيديو في يكاترينبورغ.